# Dichiarazione d'indipendenza dell'Estonia

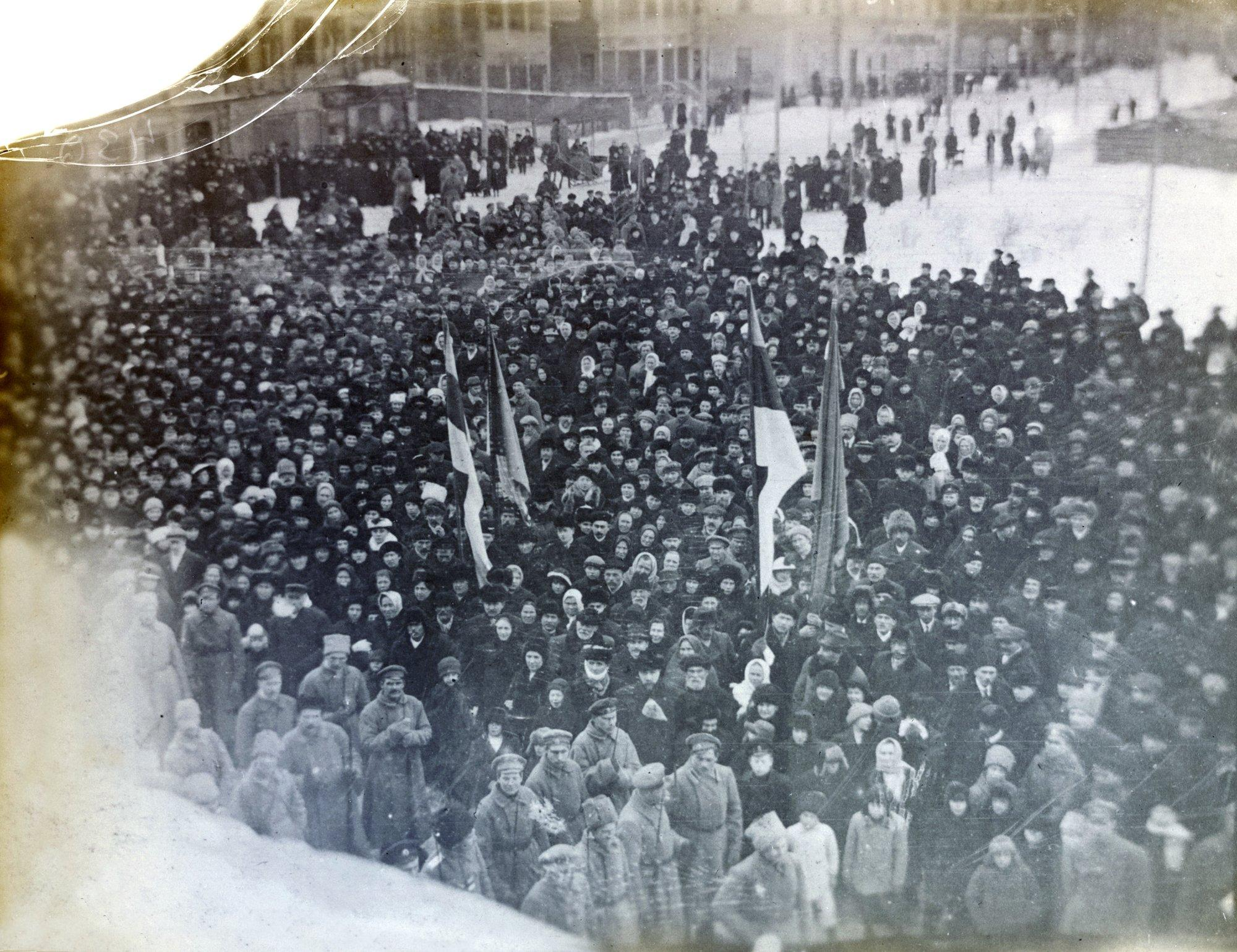
Dichiarazione di indipendenza estone a Pärnu nel 1918.
Una delle prime immagini dell'Estonia indipendente

La Dichiarazione di indipendenza dell'Estonia, anche conosciuta come il Manifesto dei popoli dell'Estonia (in estone: Manifest Eestimaa rahwastele), è l'atto fondamentale dell'indipendenza della Repubblica d'Estonia, sorta nel 1918. 

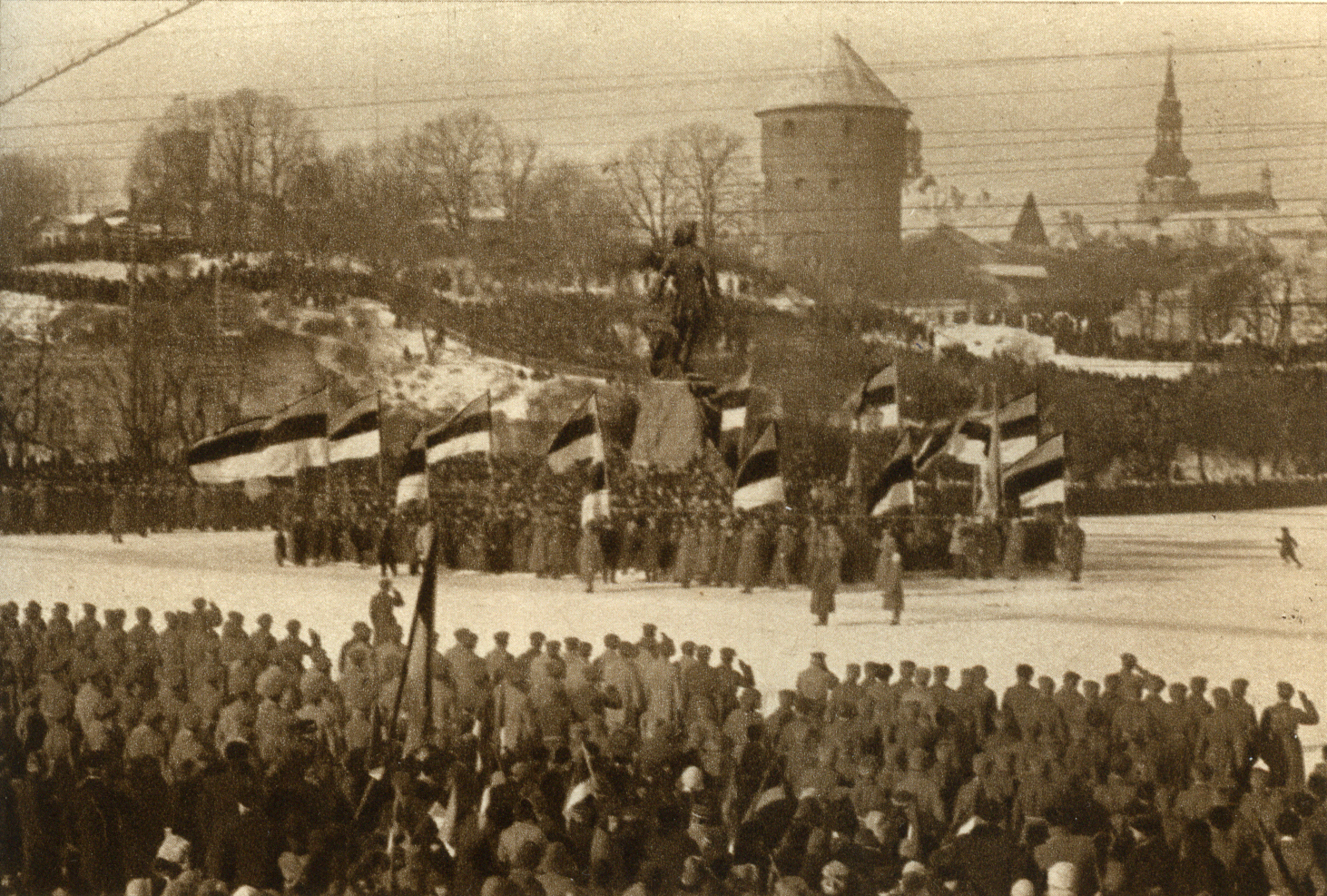
La prima celebrazione del Giorno d'indipendenza estone a Tallinn, Estonia il 24 febbraio 1919

La ricorrenza viene celebrata il 24 febbraio di ogni anno, con il Giorno Nazionale o Giorno dell'indipendenza estone.
Oggi, questa data di ricorrenza nazionale viene anche commemorata con il termine Eesti Vabariigi aastapäev (lett. Anniversario della Repubblica Estone), celebrata con sfilate, discorsi pubblici e giochi pirotecnici.

## Storia

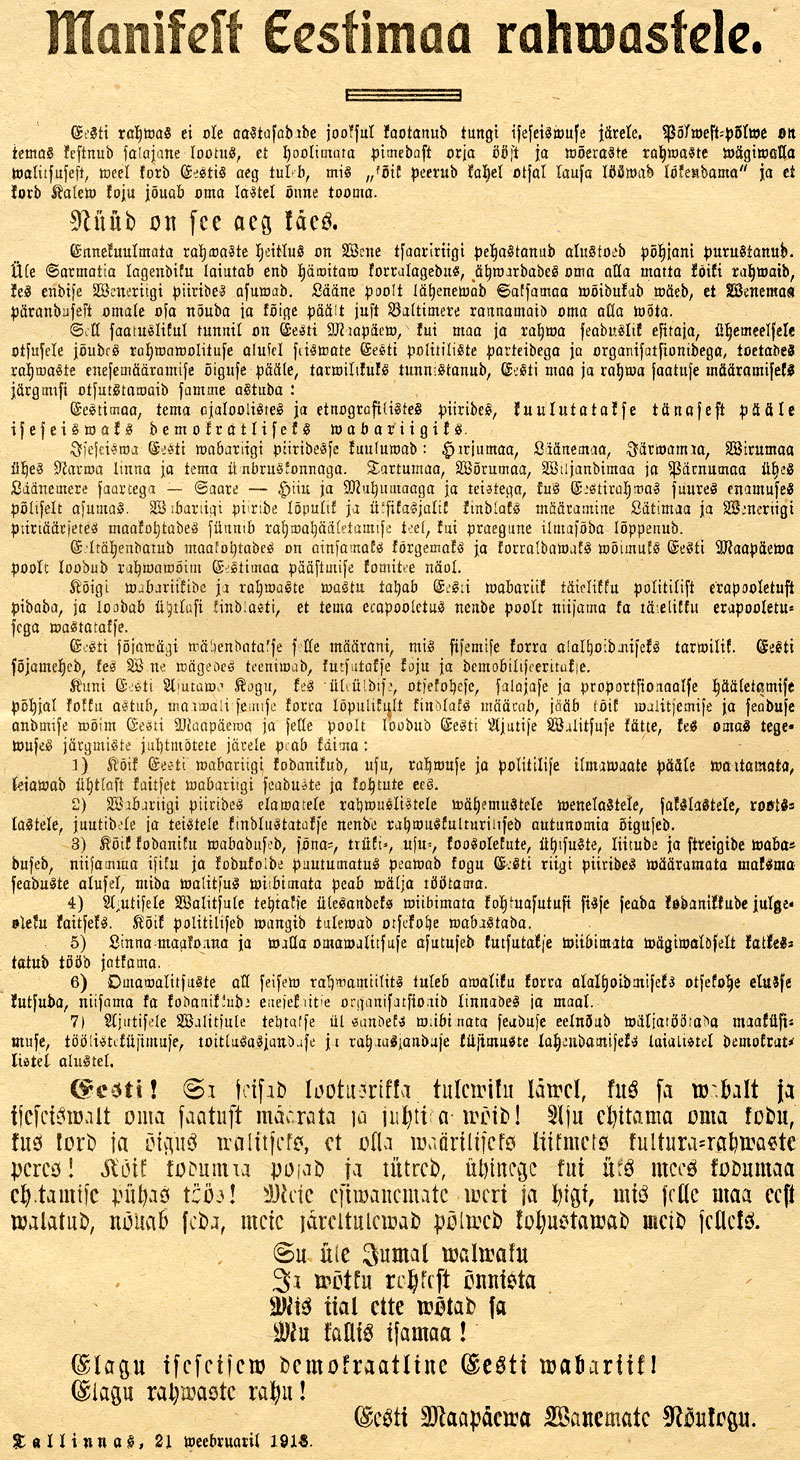
Manifesto della Dichiarazione d'indipendenza estone, 1918

La dichiarazione di indipendenza fu siglata dal Comitato di salvezza nazionale, noto anche come Consiglio della Terra, eletto dagli anziani dell'assemblea provinciale estone. 
Originariamente intendeva essere proclamato il 21 febbraio 1918, termine che poi venne spostato alla sera del 23 febbraio, quando il manifesto fu pronto stampato e distribuito e letto pubblicizzandolo a voce alta inizialmente a Pärnu. 
Solo il giorno successivo, appunto il 24 febbraio, il manifesto venne distribuito e reso ufficiale nella capitale della nazione estone, Tallinn.
Figura di spicco di quest' epoca fu quella di Konstantin Päts, che fu uno dei tre membri del Comitato che redasse, il 24 febbraio appunto, la Dichiarazione d'indipendenza dell'Estonia e che fu in seguito il primo Presidente dell'Estonia.
Si scatenò una guerra per l'indipendenza (in estone: Vabadussõda, guerra di libertà) che ebbe inizio allorquando i tedeschi, in seguito alla loro resa nella prima guerra mondiale, si ritirarono dai territori estoni da essi occupati. 
I sovietici ritennero di poter riprendere il controllo dell'Estonia con la forza, nel vuoto di potere lasciato dai tedeschi, non riconoscendo l'indipendenza della nazione estone. La guerra tra estoni ed Armata Rossa durò fino al 1920.
Alla fine l'Estonia alleata con la Gran Bretagna e con gruppi dell'Armata Bianca, ebbe la meglio sull'Armata Rossa sovietica, che dovette riconoscerle l'indipendenza.
La Repubblica d'Estonia ottenne anche il riconoscimento internazionale e divenne così un membro della Società delle Nazioni nel 1921.
Durante il periodo dell'occupazione straniera sovietica nel secondo dopoguerra, (1944-1991), il Giorno dell'indipendenza è stato sempre solennemente celebrato nelle comunità estoni di tutto il mondo.
Ogni anno, anche il Segretario di Stato americano inviava messaggi di saluto in quell'occasione ad Ernst Jaakson, allora ambasciatore estone negli Stati Uniti.

### Memoria
Nel giugno del 2009 è stata inaugurata a Tallinn, in Piazza Vabaduse Väljak (della Libertà) una stele con alla sommità, la Croce della Libertà, in ricordo di tutti i soldati e le vittime cadute nella guerra d'indipendenza estone, combattuta e vinta contro l'Armata Rossa, nel 1918-1920.
In questo contesto ricordiamo uno dei simboli estoni più significativi: la Colonna della Vittoria dell'Indipendenza dell'Estonia, ideata nel 1919 ma inaugurata solo nel 2009.

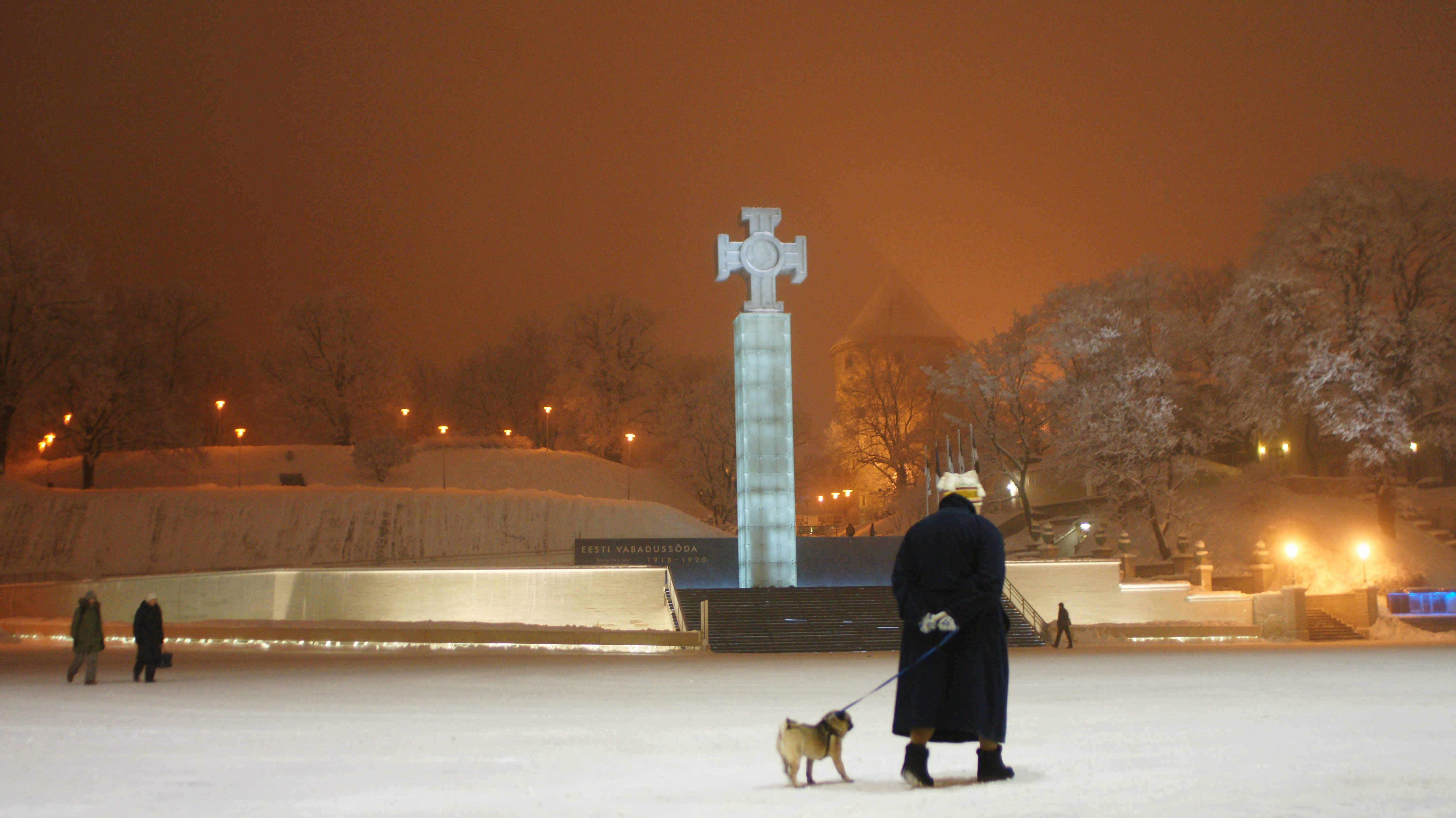
Colonna della Vittoria dell'Indipendenza dell'Estonia a Tallinn.

Tricolore estone.